# آبشار وستکلیف
آبشار وستکلیف (به انگلیسی: Lower Westcliffe Falls) آبشاری است که در همیلتون (انتاریو)، کانادا واقع شده و ارتفاع کلی ریزشگاه آن ۷٫۹ متر (۲۶ فوت) است.